# Рибаче

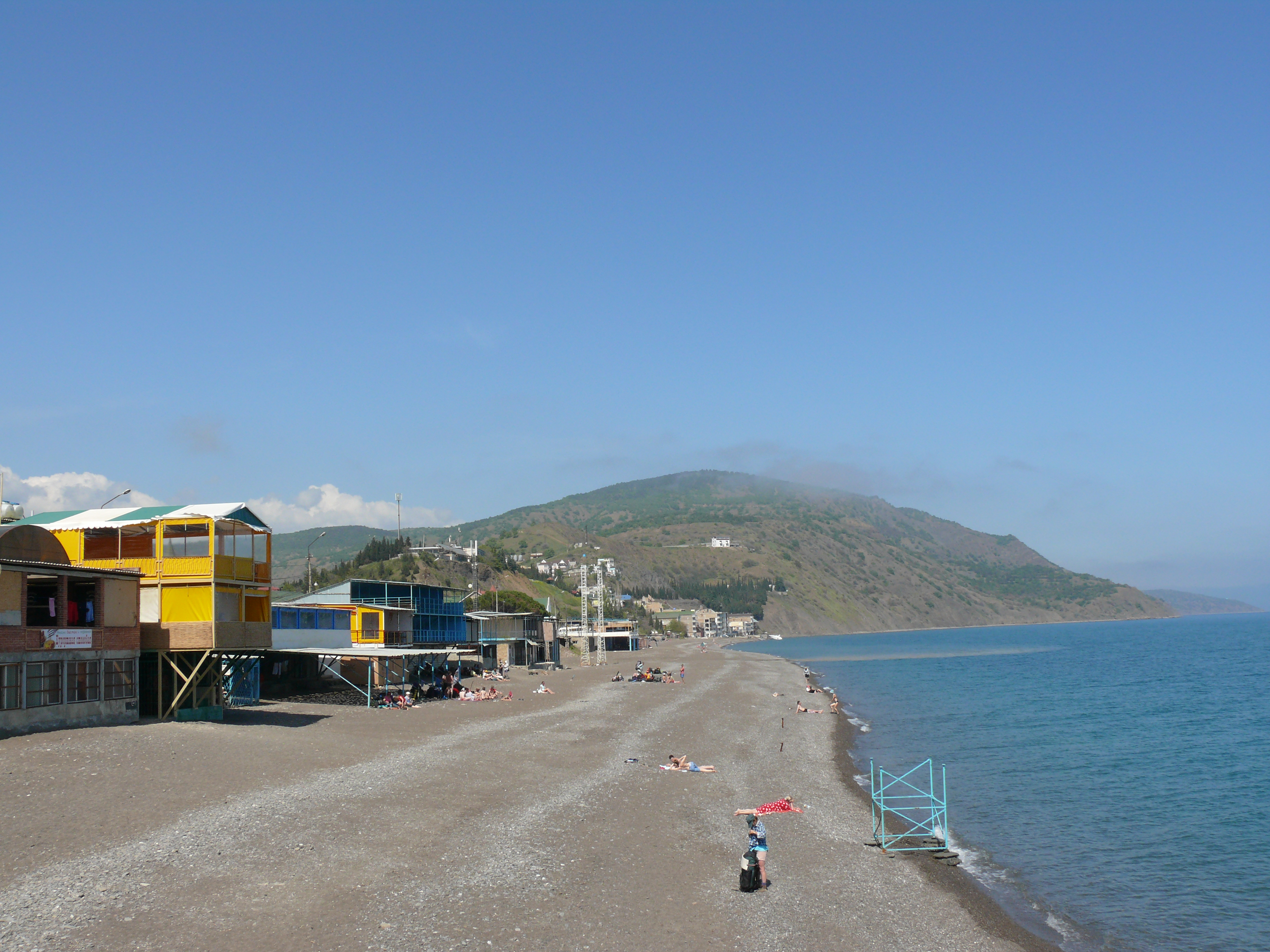
Пляж у Рибачому

План села Рибачого до 1944 року.

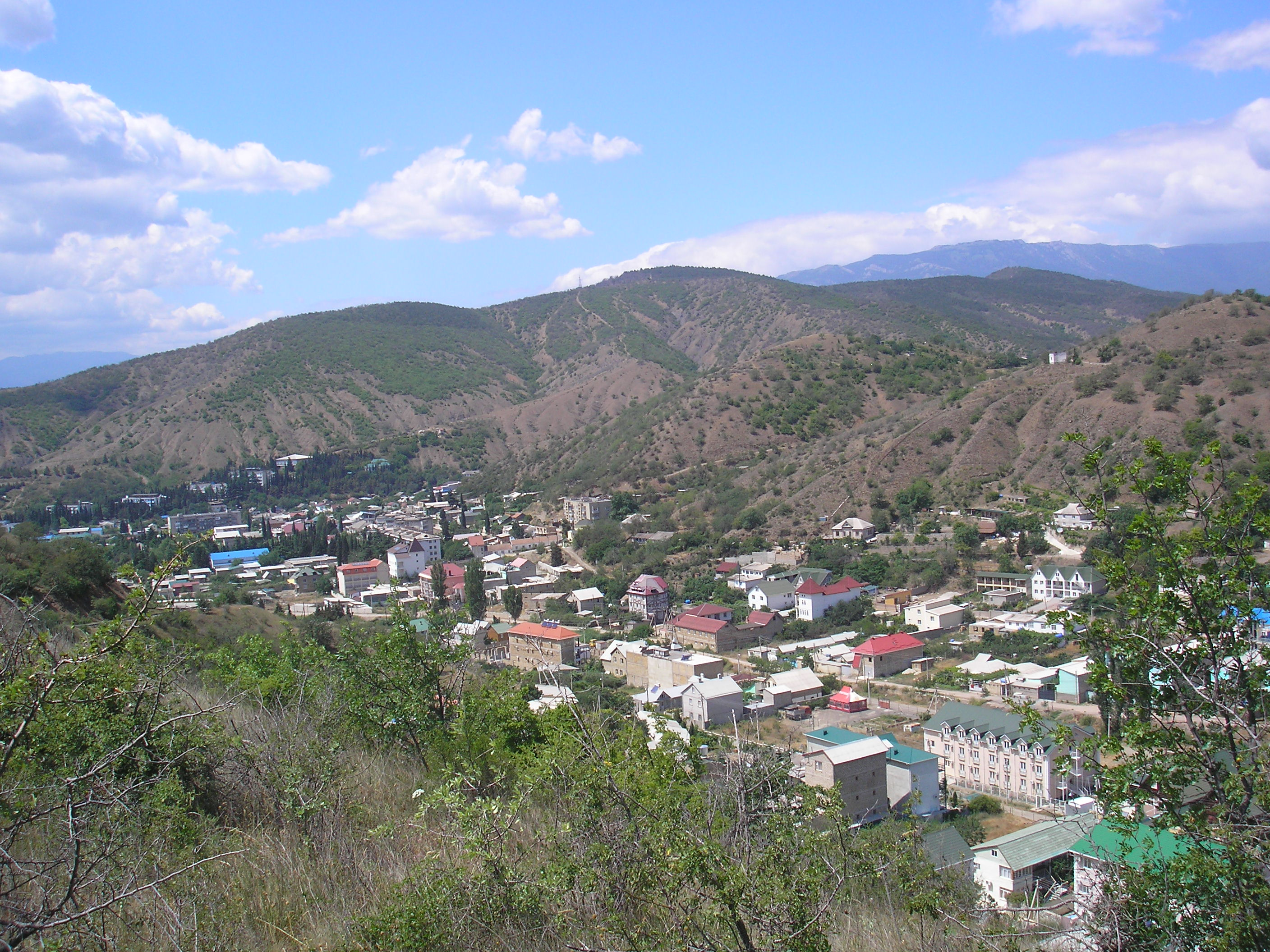
Рибаче. Панорама.

Школа у Рибачому. 2012 р.

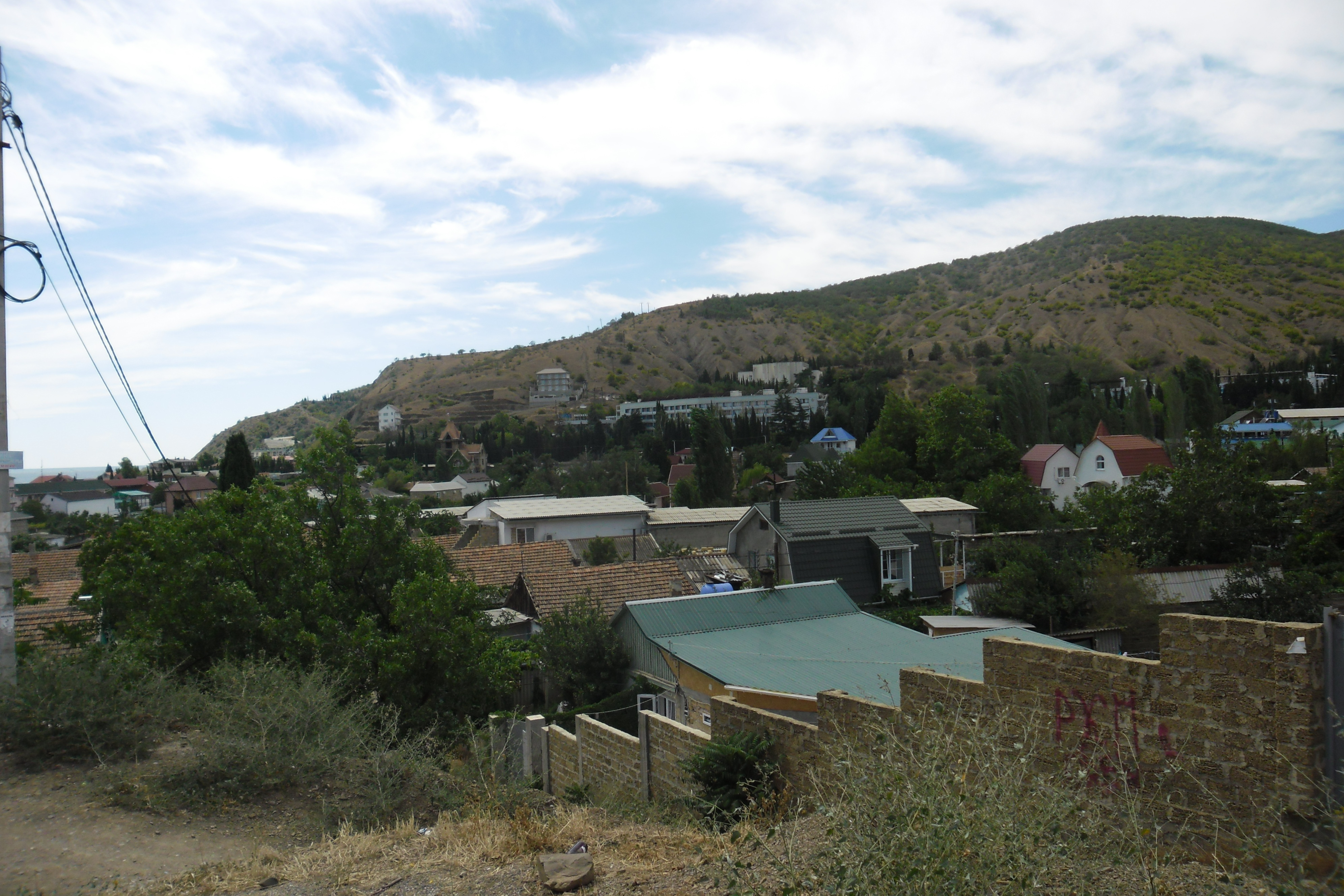
Рибаче. Східна частина. 2014 р.

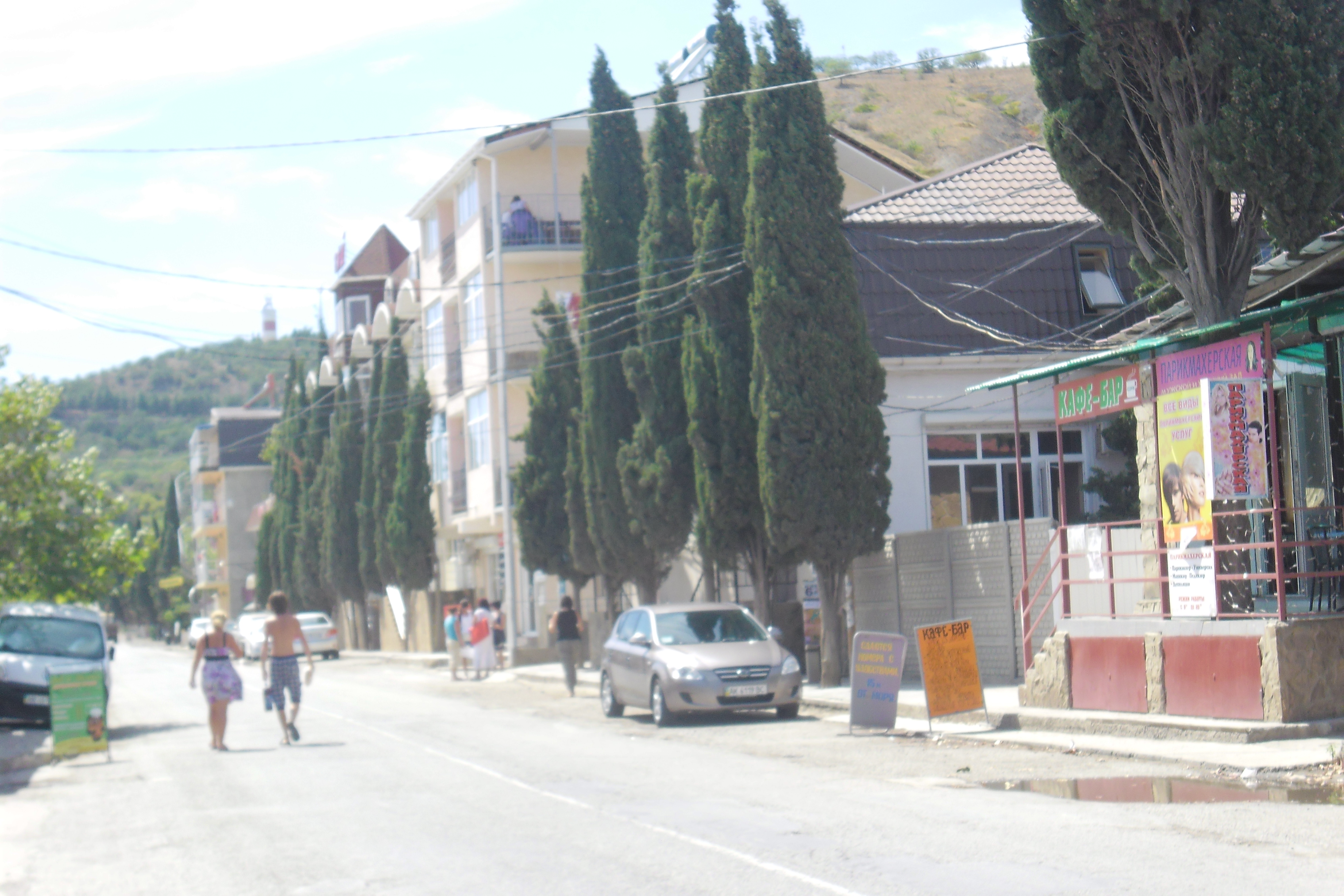
Рибаче. Центр. 2014 р.

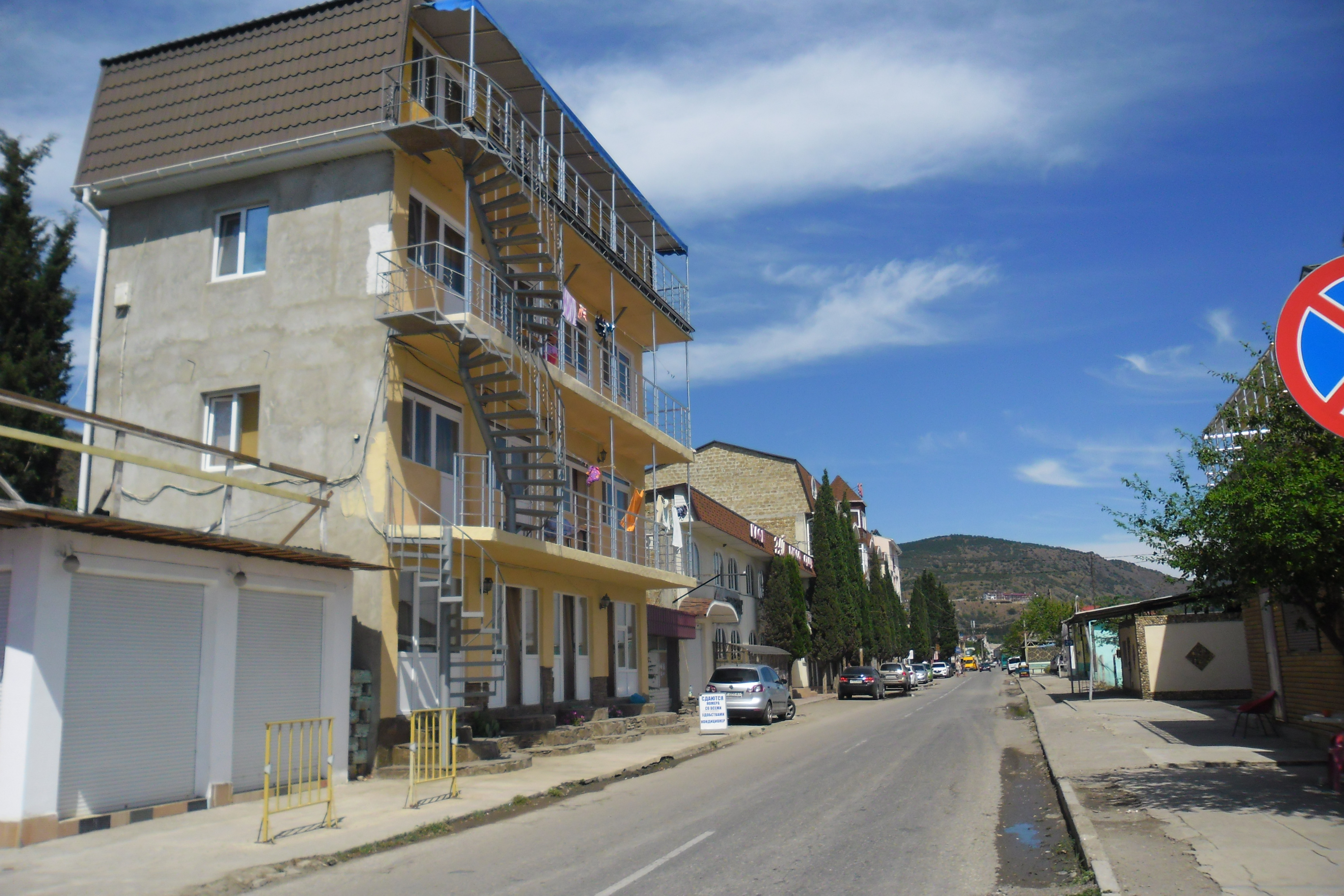
Рибаче. Західна частина. 2014 р.

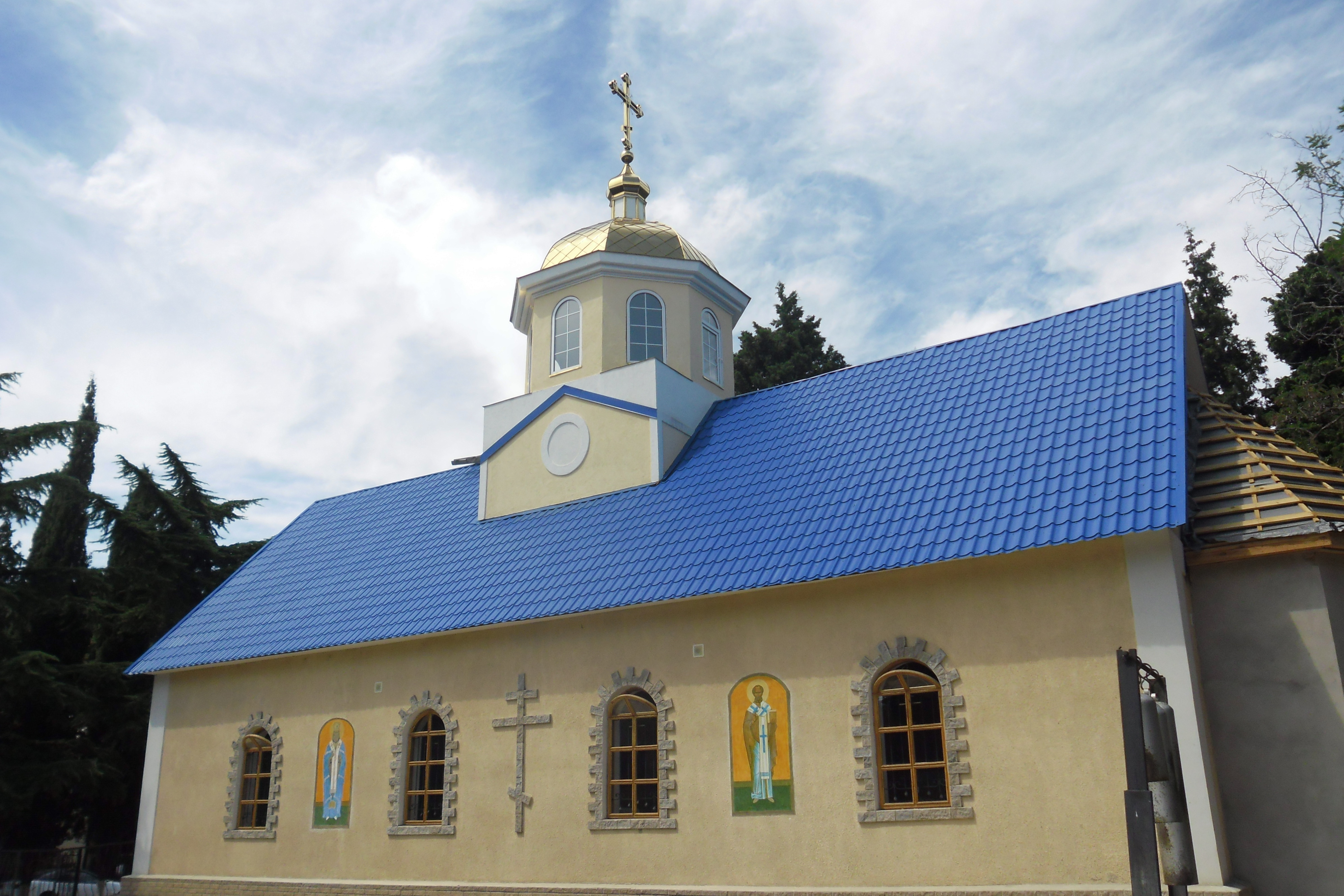
Рибаче. Церква. 2014 р.

Риба́че (до 1945 року — Тува́к; крим. Tuvaq) — село в Україні, в Ялтинському районі Автономної Республіки Крим.

## Розташування
Курорт Рибаче розташований на південному березі Криму, в долині гірських річок Андус і Алачук. Селище Рибаче знаходиться в нижній частині долини Андуз, з трьох боків оточують прекрасні гори: Сайнин-Бурну і Айман-Ташлар на заході; Букунбай на північному заході; Хумсал на півночі; Япул-Бурун і Янтуруз на північному сході. Від холодних північних вітрів селище захищає гірський масив Карабі-Яйла (висота більше 1 км). Через селище протікають річки Андуз-Су і Хун (на його східному краї), які на території селища зливаються в одну річку, майже біля самого гирла, перед впаданням у Чорне море. Відстань до Алушти — 30 км. Населення на 01.01.2009 р. — 1310 чоловік. За версіями назва села — «Тувак» (в перекладі — «щит», «заслін»).

## Археологічні розвідки
Історико-культурна область нинішнього села Рибаче була заселена людиною в середньому палеоліті (80-30 тис. років до н.е)[джерело?]. Неандертальці залишили після себе стоянки зі слідами полювання і розведення вогню.

## Історія
Село відоме з османських документів XVI століття як Дувак, але скоріш за все, існувало ще за генуезців.
В 1778 році румейське населення села було депортоване в Надазов'я.
У 1783 році разом з Кримським ханством анексоване Російською імперією.
У 1897 р. власниками Тувака були Княжевич Антонін Дмитрович і Чубукча Стазі Єгорович (міщанин), сільським старостою був обраний Рамазан Веліджанов.
За даними на 1864 рік у казенному татарському селі Тувак Ялтинського повіту Таврійської губернії мешкало 421 особа (243 чоловічої статі та 188 — жіночої), налічувалось 54 дворових господарства, існувала мечеть.
Станом на 1886 у колишньому державному селі Алуштинської волості мешкало 638 осіб, налічувалось 112 дворових господарств, існувала мечеть..
За переписом 1897 року кількість мешканців зросла до 1172 осіб (694 чоловічої статі та 478 — жіночої), з яких , 1020 — магометанської.
За переписом 1926 року в селі проживало 1334 особи, з них 1281 кримський татарин, 30 росіян, 4 білоруси, 1 українець та 1 грек.
У 1933 році був організований колгосп. В колгоспі у кримських татар була партійна організація, секретарем якої був директор школи Люманов. Коли в Крим увійшли румуни і німці, то партійна організація керувала боротьбою проти них. Румуни, дізнавшись, що в селі діє партійна організація, розстріляли відразу п'ять комуністів. Серед цих комуністів були: секретар Люманов, Хірхара Хаміль, Ібраїм Крупа, Ягич Шукуров і Чумай. Потім розстріляли ще чотири людини. У кримських татар була також і комсомольська організація.
Після депортації кримських татар, у 1945 році село Туак перейменоване на Рибаче.
Перших переселенців з краснодарського краю росії село прийняло в 1944 році 28-30 вересня. Більше 300 сімей прибули пізніше. Деякі сім'ї навіть не розвантажувалися з машин, а платили свої гроші за транспорт і поверталися до Сімферополя, на станцію, продавали свої речі і їхали хто куди. Село тоді називалося Туак. Воно було безлюдне глухе і порожнє. У ньому була сільська рада. Всі будиночки східного типу з пласкими дахами були порожні й незатишні. Транспорту не було, тільки була пара ослів. Нестійкі сім'ї відселялися, за 1944—1945 рік з 300 сімей залишилося тільки 84 сім'ї. Потім в 1946 році прибуло ще п'ять сімей, у 1950 році — одинадцять, в 1951 році — десять сімей.
Пізніше село заселялося без жодних переселенців, тому господарство зміцніло, колгосп став багатим.

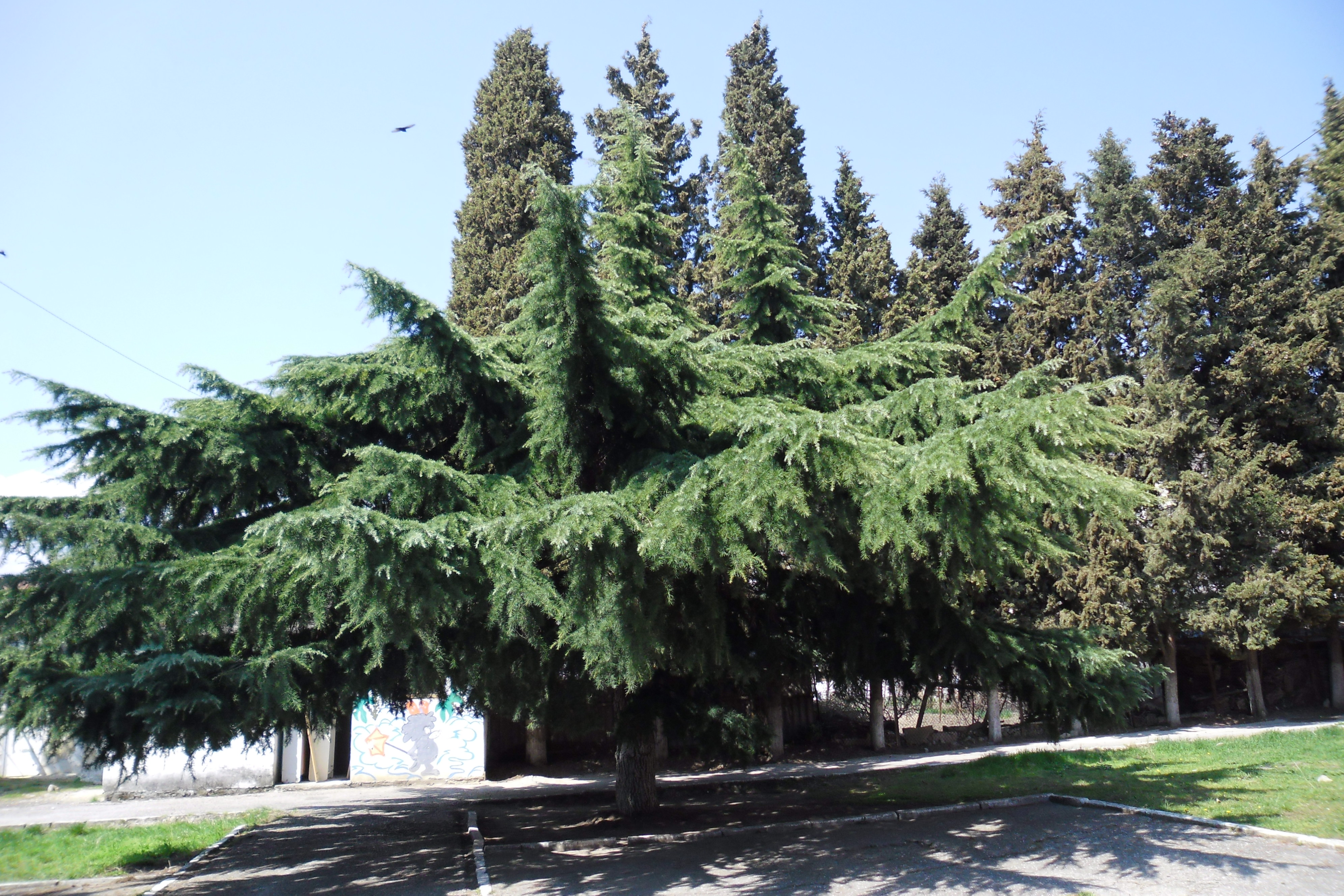
Село вкрите багатою субтропічною рослинністю. «Зелений острівець» поблизу школи.

## Сьогодення
Нинішня назва селища отримана від рибацької артілі [джерело?](у той час працював рибальське цех, рибальські човни були численні). В даний час основним джерелом доходів жителів є курортна галузь і виноградорство.

## Населення
За даними перепису населення 2001 року, у селі мешкало 1273 осіб. Мовний склад населення села був таким:
| Мова              | Число ос. | Відсоток |
| ----------------- | --------- | -------- |
| українська        | 79        | 6,21     |
| російська         | 1081      | 84,92    |
| кримськотатарська | 95        | 7,46     |
| вірменська        | 6         | 0,47     |
| білоруська        | 4         | 0,31     |

## Інтернет-ресурси
- Сайт Верховної Ради України[недоступне посилання з квітня 2019]
- Рыбачье (Тувак, Туак)
- Рыбачье на картах
- Карта территории Алуштинского горсовета. Подробная карта Крыма - Алушта и окрестности. crimea-map.com.ua. Архів оригіналу за 15 червня 2012. Процитовано 22 жовтня 2014.